# سامانه کنترل صنعتی
سامانه کنترل صنعتی (به انگلیسی: Industrial control system به شکل محفف ICS) یک اصطلاح عمومی است که شامل انواع مختلفی از سامانه‌های کنترل و ابزار مربوطه برای کنترل فرایند صنعتی می‌باشد.
چنین سامانه‌هایی می‌توانند از چند کنترل‌کننده پنل ماژولار به سامانه‌های توزیع شده با سامانه‌های توزیع شده و متقابل، با هزاران اتصال از راه دور بهم متصل می‌شوند. همهٔ سامانه‌ها داده‌های دریافتی از سنسورهای اندازه‌گیری متغیرهای فرایند دریافت می‌کنند، و با مقدار مطلوب مقایسه می‌شود و دستورهایی که برای کنترل نهایی یک فرایند از طریق عناصر کنترل استفاده می‌شوند، تولید می‌شود.
سامانه‌های بزرگتر معمولاً با سامانه‌های کنترل نظارت و داده (SCADA) یا سامانه‌های کنترل توزیع (DCS) و کنترل‌کننده‌های منطقی قابل برنامه‌ریزی (PLC‌ها) اجرا می‌شوند، هرچند سامانه‌های SCADA و PLC به سامانه‌های کوچک با چند حلقه کنترل قابل مقیاس می‌باشند. چنین سامانه‌هایی به‌طور گسترده در صنایع مانند پردازش شیمیایی، تولید کاغذ و پالپ، تولید برق، پردازش نفت و گاز و ارتباطات مخابراتی استفاده می‌شود.

## کنترل‌کننده‌های گسسته
ساده‌ترین سامانه‌های کنترل بر روی کنترل‌کننده‌های گسسته کوچک با یک تک حلقه کنترل قرار می‌گیرند. معمولاً پانل نصب شده‌است که اجازه می‌دهد تا به مشاهده مستقیم پانل جلویی پرداخته و ابزار مداخله دستی توسط اپراتور فراهم می‌کنند، کنترل فرایند به صورت دستی یا تغییر تنظیمات کنترل. در اصل این کنترل‌کننده‌های پنوماتیک هستند، بعضی از آن‌ها هنوز در حال استفاده هستند، اما تقریباً همه آن‌ها در حال حاضر الکترونیکی هستند.
سامانه‌های کاملاً پیچیده می‌توانند با شبکه‌هایی از این کنترل‌کننده‌ها با استفاده از پروتکل‌های استاندارد صنعتی ایجاد شوند که اجازه استفاده از رابط‌های اپراتور SCADA محلی یا راه دور را می‌دهد و باعث مرتبط بودن و بهم پیوسته بودن بین کنترل‌کننده‌ها می‌شود. با این حال در طراحی سامانه تعداد حلقه‌های کنترل افزایش می‌یابد و این نقطه‌ای است که استفادهٔ PLC یا DCS در کجا مقرون به صرفه تر است.

## سیستم‌های کنترل توزیع شده
سیستم کنترل توزیع شده (DCS) یک سیستم کنترل فرایند دیجیتال (PCS) برای یک فرایند یا کارخانه است که در آن عملکردهای کنترل کننده و ماژول‌های اتصال میدانی در سراسر سیستم توزیع می‌شوند. با افزایش تعداد حلقه‌های کنترل، DCS مقرون به صرفه تر از کنترل کننده‌های گسسته می‌شود. علاوه بر این، یک DCS مشاهده و مدیریت نظارتی بر فرآیندهای صنعتی بزرگ را فراهم می‌کند. در یک DCS، سلسله مراتبی از کنترل‌کننده‌ها توسط شبکه‌های ارتباطی به هم متصل می‌شوند و به اتاق‌های کنترل متمرکز و نظارت و کنترل محلی روی کارخانه دسترسی می‌دهند.
کنترل پیچیده‌تر زنگ هشدار را امکان‌پذیر می‌کند، ثبت رویدادهای خودکار را معرفی می‌کند، نیاز به سوابق فیزیکی مانند ضبط‌کننده‌های نمودار را از بین می‌برد و به تجهیزات کنترلی اجازه می‌دهد تا به شبکه متصل شوند.
یک DCS معمولاً از پردازنده‌های طراحی‌شده سفارشی به عنوان کنترل‌کننده استفاده می‌کند و از اتصالات اختصاصی یا پروتکل‌های استاندارد برای ارتباط استفاده می‌کند. ماژول‌های ورودی و خروجی اجزای جانبی سیستم را تشکیل می‌دهند.
پردازنده‌ها اطلاعات را از ماژول‌های ورودی دریافت می‌کنند، اطلاعات را پردازش می‌کنند و تصمیم می‌گیرند که اقدامات کنترلی توسط ماژول‌های خروجی انجام شود. ماژول‌های ورودی اطلاعات را از ابزارهای سنجش در فرایند (یا میدان) دریافت می‌کنند و ماژول‌های خروجی دستورالعمل‌ها را به عناصر کنترلی نهایی، مانند شیرهای کنترل، منتقل می‌کنند.

سطوح کنترل عملکردی تولید DCS (شامل PLC یا RTU) در سطح ۱ کار می‌کند. سطح ۲ شامل نرم‌افزار SCADA و پلت فرم محاسباتی است.

## سیستم‌های اسکادا (SCADA)
کنترل نظارتی و اکتساب داده (SCADA) یک معماری سیستم کنترلی است که از رایانه‌ها، ارتباطات داده شبکه ای و رابط‌های کاربر گرافیکی برای مدیریت نظارت بر فرایند در سطح بالا استفاده می‌کند. رابط‌های اپراتور که نظارت و صدور فرمان‌های فرایند را امکان‌پذیر می‌کنند، مانند تغییرات تنظیم‌کننده کنترل‌کننده، از طریق سیستم کامپیوتری نظارتی SCADA مدیریت می‌شوند. با این حال، محاسبات کنترل‌کننده توسط ماژول‌های شبکه‌ای انجام می‌شود که به سایر دستگاه‌های جانبی مانند کنترل‌کننده‌های منطقی قابل برنامه‌ریزی و کنترل‌کننده‌های PID گسسته متصل می‌شوند که به کارخانه یا ماشین‌آلات فرایند متصل می‌شوند.
مفهوم SCADA به عنوان یک وسیله جهانی برای دسترسی از راه دور به انواع ماژول‌های کنترل محلی، که می‌تواند از تولیدکنندگان مختلف باشد و اجازه دسترسی از طریق پروتکل‌های اتوماسیون استاندارد را می‌دهد، توسعه داده شد. در عمل، سیستم‌های SCADA بزرگ رشد کرده‌اند تا از نظر عملکرد بسیار شبیه به سیستم‌های کنترل توزیع شده باشند، اما از ابزارهای متعددی برای ارتباط با نیروگاه استفاده می‌کنند. آنها می‌توانند فرآیندهای در مقیاس بزرگ را که می‌توانند چندین سایت را شامل شوند، کنترل کنند و در فواصل بزرگ کار کنند. این یک معماری معمولی است که از سیستم‌های کنترل صنعتی استفاده می‌شود، با این حال نگرانی‌هایی در مورد آسیب‌پذیر بودن سیستم‌های SCADA در برابر حملات سایبری یا تروریسم سایبری وجود دارد.
نرم‌افزار SCADA در سطح نظارتی عمل می‌کند زیرا اقدامات کنترلی به‌طور خودکار توسط RTU یا PLC انجام می‌شود. عملکردهای کنترلی SCADA معمولاً به مداخله در سطح اصلی یا نظارتی محدود می‌شود. یک حلقه کنترل بازخورد مستقیماً توسط RTU یا PLC کنترل می‌شود، اما نرم‌افزار SCADA بر عملکرد کلی حلقه نظارت می‌کند. به عنوان مثال، یک PLC ممکن است جریان آب خنک‌کننده را از طریق بخشی از یک فرایند صنعتی تا سطح نقطه تنظیم کنترل کند، اما نرم‌افزار سیستم SCADA به اپراتورها اجازه می‌دهد تا نقاط تنظیم شده را برای جریان تغییر دهند.

## کنترل کننده‌های منطقی قابل برنامه‌ریزی

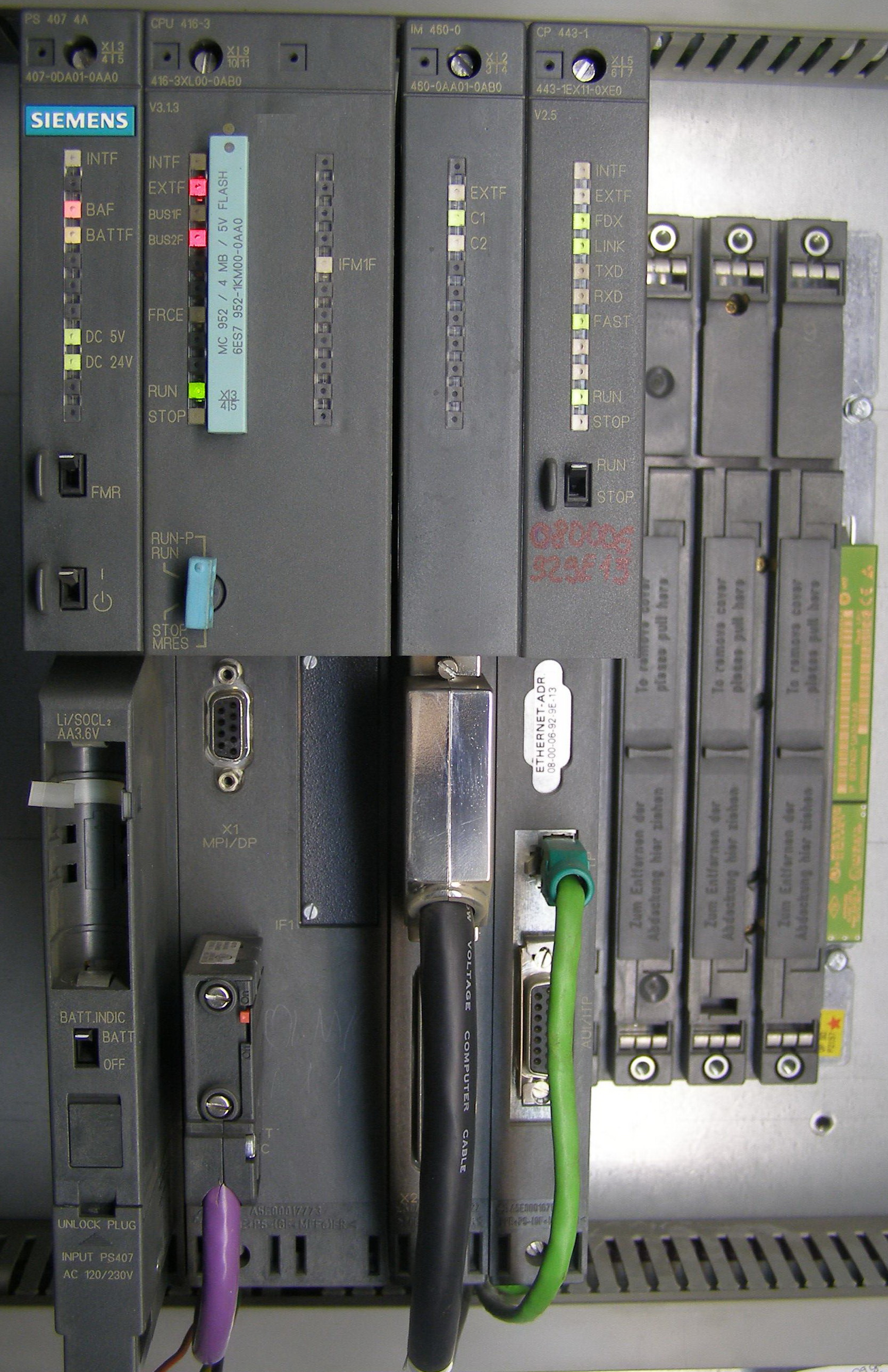
سیستم Siemens Simatic S7-400 در یک قفسه، از چپ به راست: واحد منبع تغذیه (PSU), CPU، ماژول رابط (IM) و پردازنده ارتباطی (CP).

PLCها می‌توانند از دستگاه‌های ماژولار کوچک با ده‌ها ورودی و خروجی در یک محفظه یکپارچه با پردازنده گرفته تا دستگاه‌های ماژولار بزرگ با تعداد هزاران ورودی و خروجی که اغلب به شبکه‌های دیگر متصل می‌شوند، باشد. آنها را می‌توان برای آرایش‌های متعدد ورودی و خروجی دیجیتال و آنالوگ، دامنه دمایی طولانی، مصونیت در برابر نویز الکتریکی و مقاومت در برابر لرزش و ضربه طراحی کرد. برنامه‌های کنترل عملکرد ماشین معمولاً در حافظه باتری ذخیره می‌شوند.

## تاریخچه
کنترل فرایند کارخانه‌های صنعتی بزرگ طی مراحل بسیاری تکامل یافته‌است. در ابتدا، کنترل از پانل‌های محلی به کارخانه فرایند بود. با این حال، این امر مستلزم حضور پرسنل در این پانل‌های پراکنده بود و هیچ دیدگاه کلی از روند وجود نداشت. توسعه منطقی بعدی، انتقال تمام اندازه‌گیری‌های کارخانه به یک اتاق کنترل مرکزی با سرنشین دائمی بود. غالباً کنترل‌کننده‌ها پشت پانل‌های اتاق کنترل قرار داشتند و تمام خروجی‌های کنترل خودکار و دستی به صورت جداگانه به شکل سیگنال‌های پنوماتیک یا الکتریکی به کارخانه منتقل می‌شدند. عملاً این متمرکز شدن تمام پانل‌های بومی سازی شده با مزایای کاهش نیاز به نیروی انسانی و نمای کلی یکپارچه فرایند بود.
با این حال، این آرایش غیرقابل انعطاف بود زیرا هر حلقه کنترلی، سخت‌افزار کنترل کننده خود را داشت؛ بنابراین تغییرات سیستم نیاز به پیکربندی مجدد سیگنال‌ها با لوله گذاری مجدد یا سیم کشی مجدد داشت. همچنین به حرکت مداوم اپراتور در یک اتاق کنترل بزرگ برای نظارت بر کل فرایند نیاز داشت. با آمدن پردازنده‌های الکترونیکی، شبکه‌های سیگنالینگ الکترونیکی پرسرعت و نمایشگرهای گرافیکی الکترونیکی، جایگزینی این کنترل‌کننده‌های گسسته با الگوریتم‌های رایانه‌ای که روی شبکه‌ای از قفسه‌های ورودی و خروجی با پردازنده‌های کنترلی خودشان میزبانی می‌شوند، ممکن شد. اینها می‌توانند در اطراف کارخانه توزیع شوند و با نمایشگرهای گرافیکی در اتاق کنترل ارتباط برقرار کنند.

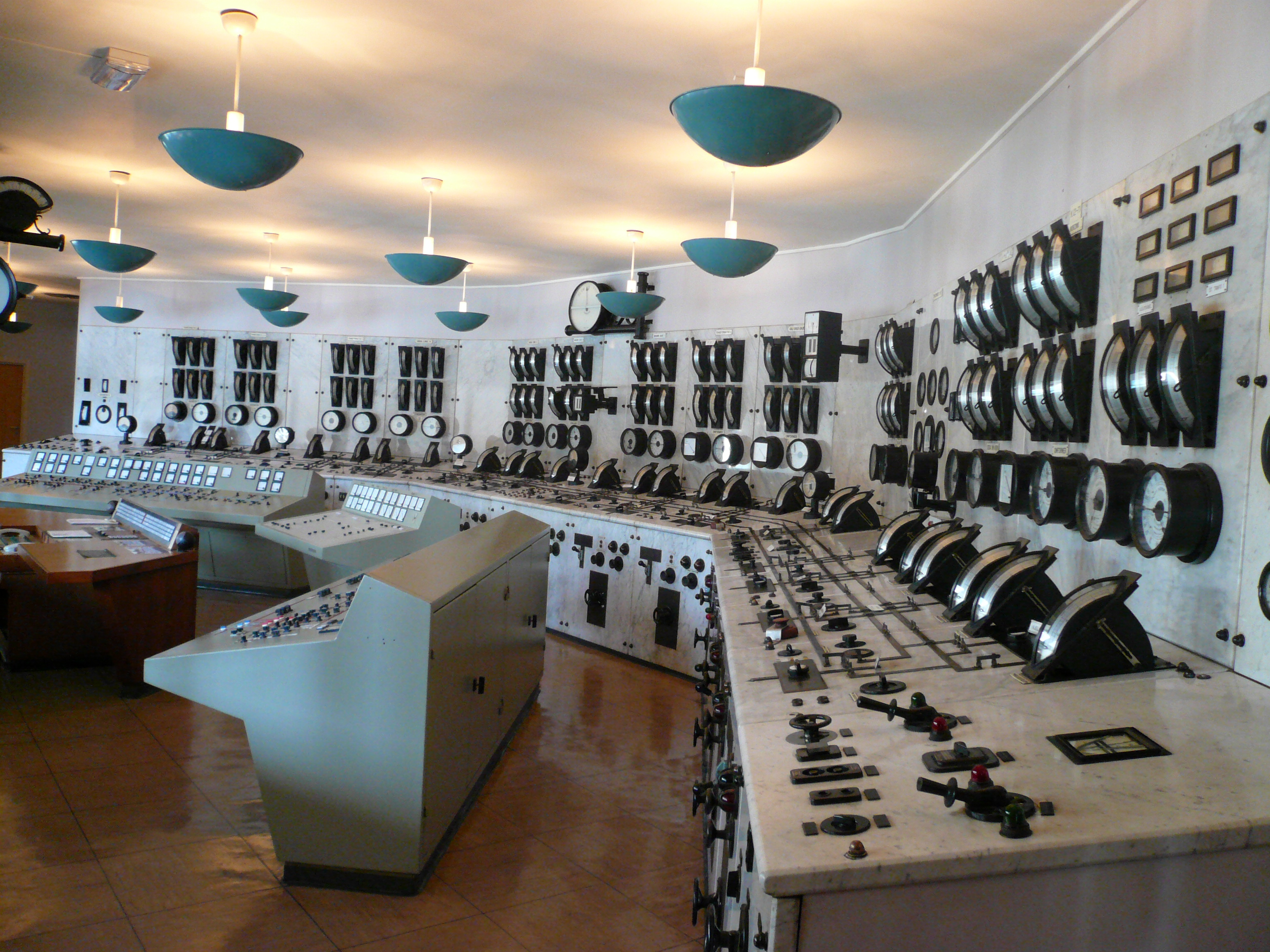
اتاق کنترل مرکزی قبل از دوره DCS. در حالی که کنترل‌ها در یک مکان متمرکز هستند، هنوز گسسته هستند و در یک سیستم یکپارچه نیستند.

معرفی کنترل توزیع شده امکان اتصال انعطاف‌پذیر و پیکربندی مجدد کنترل‌های کارخانه مانند حلقه‌های آبشاری و اینترلاک‌ها و ارتباط با سایر سیستم‌های کامپیوتری تولیدی را فراهم کرد. این کنترل پیچیده زنگ هشدار را فعال کرد، ثبت رویدادهای خودکار را معرفی کرد، نیاز به رکوردهای فیزیکی مانند ضبط کننده نمودار را حذف کرد، به قفسه‌های کنترل اجازه داد تا شبکه ای شوند و در نتیجه به صورت محلی در کارخانه قرار گیرند تا کابل کشی کاهش یابد. در حالی که DCS برای پاسخگویی به نیازهای فرآیندهای صنعتی پیوسته بزرگ طراحی شده بود، در صنایعی که منطق ترکیبی و ترتیبی نیاز اولیه بود، PLC از نیاز به جایگزینی قفسه‌ها و تایمرهای مورد استفاده برای کنترل رویداد محور تکامل یافت. پیکربندی و اشکال زدایی مجدد کنترل‌های قدیمی دشوار بود و کنترل PLC شبکه سیگنال‌ها را به یک منطقه کنترل مرکزی با نمایشگرهای الکترونیکی فعال می‌کرد. PLCها برای اولین بار برای صنعت خودرو در خطوط تولید خودرو، که در آن منطق ترتیبی بسیار پیچیده می‌شد، توسعه یافتند.

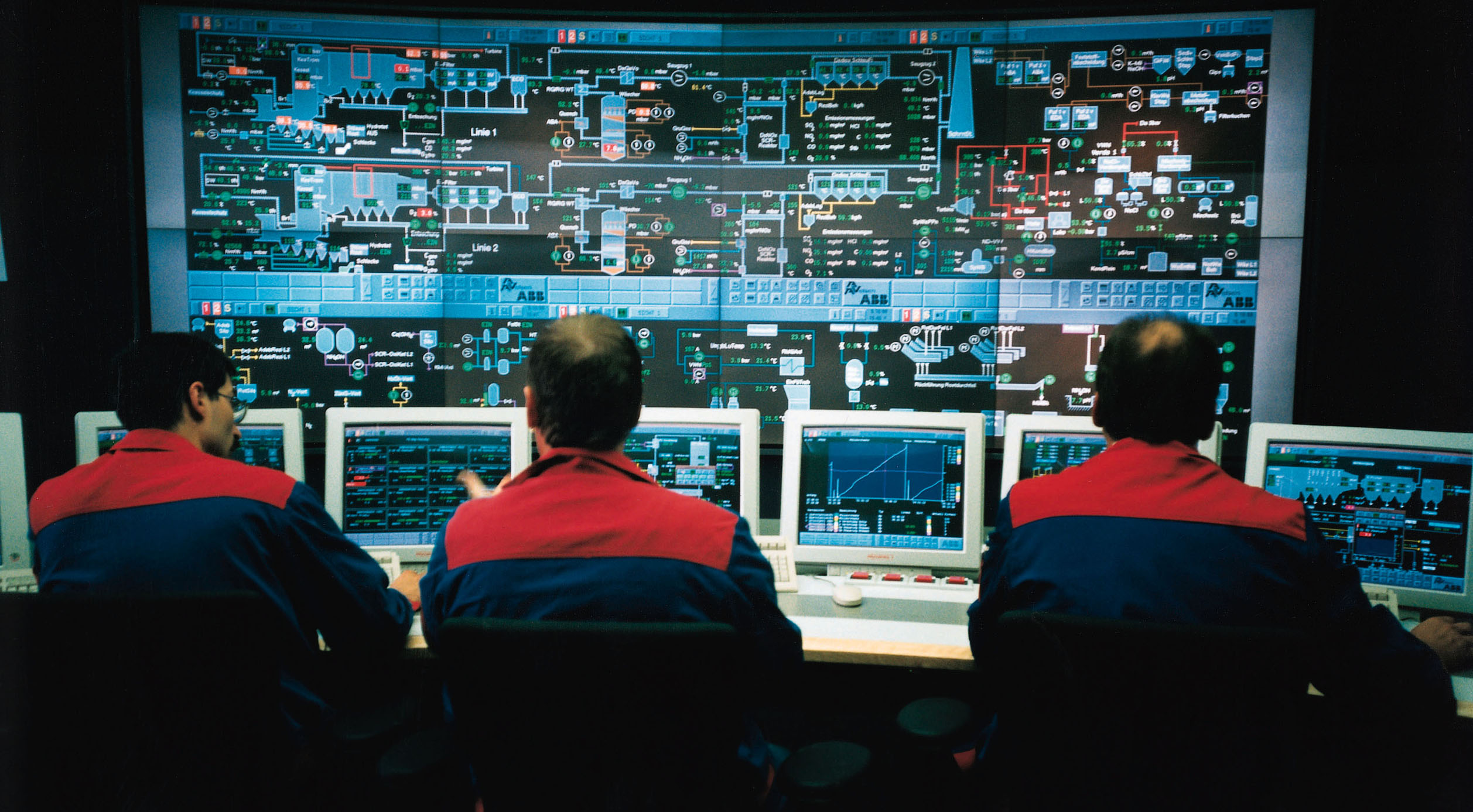
یک اتاق کنترل DCS که در آن اطلاعات و کنترل‌های کارخانه بر روی صفحه‌های گرافیکی کامپیوتر نمایش داده می‌شود. اپراتورها نشسته‌اند زیرا می‌توانند هر بخشی از فرایند را از روی صفحه نمایش خود مشاهده و کنترل کنند.

تاریخچه SCADA ریشه در کاربردهای توزیع دارد، مانند خطوط لوله برق، گاز طبیعی و آب. جایی که نیاز به جمع‌آوری داده‌های راه دور از طریق پیوندهای با پهنای باند کم و با تأخیر بالا بالقوه غیرقابل اعتماد یا متناوب است. سیستم‌های اسکادا از کنترل حلقه باز با سایت‌هایی استفاده می‌کنند که به‌طور گسترده از نظر جغرافیایی از هم جدا شده‌اند. یک سیستم SCADA از واحدهای پایانه راه دور (RTUs) برای ارسال داده‌های نظارتی به یک مرکز کنترل استفاده می‌کند. اکثر سیستم‌های RTU همیشه دارای ظرفیتی برای کنترل محلی بودند در حالی که ایستگاه اصلی در دسترس نیست. با این حال، در طول سال‌ها، سیستم‌های RTU بیشتر و بیشتر رشد کرده‌اند و توانایی کنترل محلی را دارند.
با گذشت زمان، مرزهای بین سیستم‌های DCS و SCADA/PLC محو می‌شوند. محدودیت‌های فنی که طراحی‌های این سیستم‌های مختلف را به‌وجود آورده‌اند، دیگر چندان مشکل‌ساز نیستند. بسیاری از پلتفرم‌های PLC اکنون می‌توانند با استفاده از ورودی و خروجی از راه دور به خوبی به عنوان یک DCS کوچک عمل کنند و به اندازه‌ای قابل اعتماد هستند که برخی از سیستم‌های SCADA را در فواصل طولانی مدیریت می‌کنند. با افزایش سرعت پردازنده‌های امروزی، بسیاری از محصولات DCS دارای یک سری کامل از زیرسیستم‌های PLC هستند که در ابتدای توسعه ارائه نشده‌اند.
در سال ۱۹۹۳، صنعت به سمت افزایش استانداردسازی کد با نرم‌افزار و مستقل شدن از سخت‌افزار حرکت کرد. برای اولین بار، برنامه‌نویسی شی گرا (OOP) در سیستم‌های کنترل صنعتی امکان‌پذیر شد. این امر منجر به توسعه کنترل‌کننده‌های اتوماسیون قابل برنامه‌ریزی (PAC) و رایانه‌های شخصی صنعتی (IPC) شد. اینها پلتفرم‌هایی هستند که در پنج زبان استاندارد IEC برنامه‌ریزی شده‌اند: منطق نردبانی، متن ساختاریافته، بلوک تابع، لیست دستورالعمل‌ها و نمودار تابع متوالی. آنها همچنین می‌توانند در زبان‌های سطح بالا و مدرن مانند C یا C++ برنامه‌ریزی شوند. علاوه بر این، آنها مدل‌های توسعه یافته در ابزارهای تحلیلی مانند MATLAB و Simulink را می‌پذیرند. IPCها از مزیت پردازنده‌های چند هسته‌ای قدرتمند با هزینه‌های سخت‌افزاری بسیار پایین‌تر نسبت به PLCهای سنتی برخوردارند. پلتفرم‌ها و فناوری سخت‌افزاری جدید به‌طور قابل توجهی به تکامل سیستم‌های DCS و SCADA کمک کرده‌اند و مرزها را بیشتر محو کرده و تعاریف را تغییر می‌دهند.

## امنیت
SCADA و PLCها در برابر حملات سایبری آسیب‌پذیر هستند. نمایش فناوری قابلیت مشترک دولت ایالات متحده (JCTD) معروف به موزاییک (آگاهی موقعیتی بیشتر برای سیستم‌های کنترل صنعتی) نمایش اولیه قابلیت دفاعی امنیت سایبری برای سیستم‌های کنترل زیرساخت حیاتی است. MOSAICS به نیاز عملیاتی وزارت دفاع (DOD) به قابلیت‌های دفاع سایبری برای دفاع از سیستم‌های کنترل زیرساخت حیاتی در برابر حملات سایبری، مانند برق، آب و فاضلاب، و کنترل‌های ایمنی که بر محیط فیزیکی تأثیر می‌گذارند، می‌پردازد. نمونه اولیه MOSAICS JCTD با صنعت تجاری از طریق روزهای صنعت برای تحقیق و توسعه بیشتر به اشتراک گذاشته خواهد شد. رویکردی که در نظر گرفته شده‌است تا به قابلیت‌های نوآورانه و تغییر دهنده بازی برای امنیت سایبری برای سیستم‌های کنترل زیرساخت حیاتی منجر شود.